# Meladema
Meladema es un género de coleópteros adéfagos de la familia Dytiscidae. 

## Especies
- Meladema coriacea	Laporte 1835
- Meladema lanio	(Fabricius 1775)